# Peatîhatka, Mîronivka
Peatîhatka (în ucraineană П`ятихатка) este un sat în comuna Țentralne din raionul Mîronivka, regiunea Kiev, Ucraina.

## Demografie
Componența lingvistică a localității Peatîhatka
     Ucraineană (96,59%)
     Rusă (2,27%)
     Belarusă (1,14%)
Conform recensământului din 2001, majoritatea populației localității Peatîhatka era vorbitoare de ucraineană (96,59%), existând în minoritate și vorbitori de rusă (2,27%) și belarusă (1,14%).